# Joy Ride Turbo
Joy Ride Turbo — видеоигра в жанре аркадных гонок на скоростных автомобилях и, в меньшем количестве, на других видах транспорта. Разработана в 2012 году канадской компанией BigPark для игровой приставки Xbox 360 и Xbox One. Игра является последователем Kinect Joy Ride. В отличие от своего предшественника, игра не требует наличие устройства Kinect.

## Геймплей
Практически весь игровой процесс Joy Ride Turbo — сплошная гонка по трассам, на каждой из которых есть своеобразные секреты, например, дополнительные пути, для того чтобы сократить дистанцию. Во время езды в игре можно встретить бонусы — они находятся в мелких деревянных бочках, на которых наклеена табличка с изображением вопросительного знака, что символизирует непредсказуемость находящегося внутри этой бочки бонуса, который генерируется в момент, когда гоночный автомобиль игрока коснётся к данному объекту, если сразу заехать на несколько бочек — игрок получит всего один бонус, остальные просто исчезнут. При загрузке трассы вместе с остальным справочным материалом можно увидеть полный список этих бонусов с кратким описанием, что они делают. Игра требует наличие геймпада. Также в Joy Ride Turbo игрок может опционально подключить Xbox Live, для просмотра рейтинга других игроков, также подключивших свой игровой профиль к системе Xbox Live, которая требует подключение к интернету.
Помимо гонок по трассам, в игре также присутствует возможность возможность проехать в парках — в месте, где за определённое время игроку демонстрируется весь игровой процесс: дрифт, сальто в воздухе, бонусы, собирание монет и коллекционирование трофеев, всё это игрок может сделать за определённое время, при истечении которого, результат сохраняется и игрок может вновь приступить к игре. При этом, игроку не даётся обучение езды на гоночном автомобиле, кроме как в её справочном материале.
В игре встречаются трофеи, в самых сложных участках трасс, а также в парке для свободной езды. За получение определённого количества трофеев игрок получает достижения, благодаря которым получает определённые G-баллы.
Как и на трассе, так и в специализированном парке для демонстрации всех особенностей игры, можно заметить монеты в местах, куда довольно нелегко добраться, чаще всего — в скрытых путях трасс или на невысоких трамплинов парков. Как правило, монеты не располагаются около трофеев, их можно найти на более лёгких, но не слишком, местах трасс и парков.
Также монеты выдаются при участии в игре, в зависимости от того, каким по счёту гоночный автомобиль игрока пересёк финишную черту. За монеты можно изменить цвет автомобиля, а также купить много других предметов для усовершенствования автомобиля.
Огромное количество подарков на трассах занимают также детали от гоночных автомобилей, они находятся в деревянных ящиках с табличкой, на которой изображён схематичный внешний вид находящегося внутри автомобиля. При этом, нужно собрать три детали конкретной модели автомобиля, ящики с которыми находятся на разных трассах и парках игры.
Всего в игре 42 автомобиля, включая всевозможные его модели, помимо стандартных.

## Разработка
Данная игра была официально анонсирована компанией-издателем Microsoft Studios 27 апреля 2012 года. Чуть менее, чем через пять месяцев после анонсирования Joy Ride Turbo, игра попала в список, состоящий из игр, первоначально созданных для Xbox 360, вследствие чего стали доступными и на Xbox One.

## Рейтинг
| Сводный рейтинг | Сводный рейтинг |
| Агрегатор       | Оценка          |
| --------------- | --------------- |
| GameRankings    | 68,21 %         |

Игра Joy Ride Turbo получила разные оценки критиков в сфере видеоигр. Так, например, в рейтинге Game Over Online игра, оцениваясь критиком по имени Джереми Пиплз получила 78 баллов из 100 возможных. В Destructoid игра получила оценку «5» по десятибалльной шкале. На сайте WorthPlaying.com игра получила оценку 8 из 10 возможных баллов.
В первую неделю после того, как игра была реализована и начались её первые успешные продажи, она занимала седьмое место в еженедельном рейтинге 10 самых продаваемых игр, выпущенных на игровую приставку Xbox 360. В списке 20 самых продаваемых игр, гоночный симулятор Joy Ride Turbo продержался 5 месяцев, после чего вышел из рамок рейтинга.
Позже, в октябре 2013 года, то есть, более чем через 1 год после старта продаж Joy Ride Turbo, игра вновь вернулась в список двадцати самых продаваемых игр на Xbox 360, заняв предпоследнее, девятнадцатое место в данном рейтинге.